# اوگوزوو
اوگوزوو (انگلیسی: Uguzevo) یک شهرک در شهرستان بیرسکی باشقیرستان کشور روسیه است.